# Thelasis khasiana
Thelasis khasiana är en orkidéart som beskrevs av Joseph Dalton Hooker. Thelasis khasiana ingår i släktet Thelasis och familjen orkidéer. Inga underarter finns listade i Catalogue of Life.